# Клеткамп
Клеткамп (нім. Kletkamp) — громада в Німеччині, розташована в землі Шлезвіг-Гольштейн. Входить до складу району Плен. Складова частина об'єднання громад Лютьєнбург.
Площа — 11,52 км2. Населення становить 89 ос. (станом на 31 грудня 2020).